# Mike James
Mike James, nascut el 21 de juliol de 1973 a Vancouver (Canadà), és un jugador de rugbi a XV retirat, que ocupava la posició de segona línia. Va ser internacional amb el Canadà.
Va jugar deu anys a França, entre 1997 i 2000 a l'USAP de Perpinyà i entre 2000-2007 a l'Stade Français. El seu darrer partit va ser a l'Estadi de França contra el Clermont, aconseguint el seu tercer títol de campió de França. Se'n va llavors a Vancouver, on treballa com a director comercial encarregat del desenvolupament del rugbi per a la Federació Canadenca de Rugbi.

## Carrera
- 1997-2000 USAP
- 2000-2007 Stade Français

El seu debut amb la selecció de rugbi del Canadà va ser el 21 de maig de 1994 contra els Estats Units.

## Palmarès

### En club
- Campionat de França: Campió: 2003, 2004, 2007.
  - Finalista : 1998, 2005.
- Finalista de la Copa d'Europa: 2001, 2005.

### A l'equip nacional
- 56 partits amb la selecció del Canadà entre 1994 et 2007
- 4 assaigs (20 punts)
- Internacionalitats per any : 5 el 1994, 8 el 1995, 6 el 1996, 4 el 1997, 5 el 1998, 6 el 1999, 1 el 2000, 7 el 2002, 7 el 2003, 1 el 2005, 1 el 2006, 5 en 2007.

A la Copa del Món de Rugbi :
- 2007: 4 partits (Gal·les, Fidji, Japó, Austràlia)
- 2003 : 2 partits (Gal·les, Tonga)
- 1999 : 3 partits (França, Fidji, Namíbia)
- 1995 : 2 partits (Romania, Austràlia)